# Albin Dahl
Pour les articles homonymes, voir Dahl.
Albin Dahl (né Carl Dahl le 2 janvier 1900 à Landskrona en Suède et mort le 15 février 1980 à Helsingborg) est un joueur de football international suédois, qui évoluait au poste d'attaquant, avant de devenir ensuite entraîneur.

## Biographie

### Carrière de joueur

#### Carrière en sélection
Avec l'équipe de Suède, il joue 29 matchs (pour 21 buts inscrits) entre 1919 et 1931. 
Il joue son premier match en équipe nationale le 28 septembre 1919 contre la Finlande et son dernier le 17 juin 1931 contre l'Allemagne. Il inscrit un triplé face à Norvège le 24 septembre 1922.
Il figure dans le groupe des sélectionnés lors des Jeux olympiques de 1920 et de 1924. Il joue trois matchs à Anvers (Belgique) lors du tournoi olympique de 1920 et deux matchs à Colombes (Île-de-France) lors du tournoi olympique de 1924.

## Palmarès
| Helsingborgs IF - Championnat de Suède (3) : - Champion : 1928-29, 1929-30 et 1932-33. - Vice-champion : 1927-28. |  | Suède - Jeux olympiques : - Bronze : 1924. |